# Boischaut Nord
Pour les articles homonymes, voir Boischaut.
Ne doit pas être confondu avec Boischaut Sud.
Le Boischaut Nord ou Gâtines de l'Indre est une région naturelle de France, située dans le département de l'Indre, en région Centre-Val de Loire.

## Géographie

### Géologie et relief
Le Boischaut Nord correspond à un vaste plateau crétacé, aux roches tendres, mal protégé par sa couverture d'argile à silex et de tuffeau. Les ondulations sont modestes et la cuesta qui marque la limite avec la Champagne berrichonne est bien discrète.
Les affluents des rivières Cher et Indre y ont creusé d'amples vallées donnant localement un relief vigoureux.

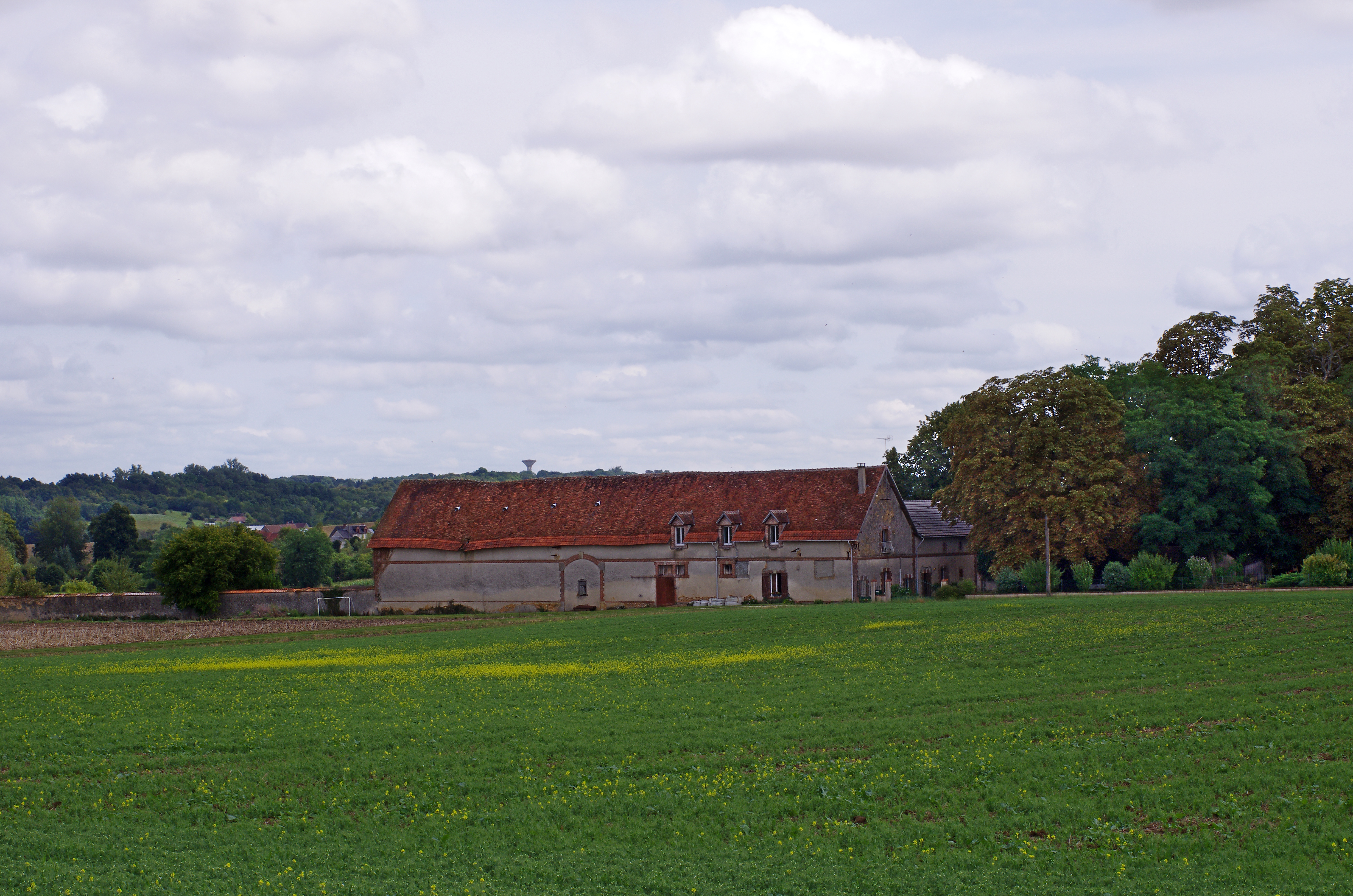
Bagneux en 2014.

### Hydrographie
Le Boischaut Nord est irrigué par les cours d'eau suivant :
- Aigronne ;
- Aiguillon ;
- Bordelet ;
- Céphons ;
- Cher ;
- Cité ;
- Fouzon ;
- Indre ;
- Indrois ;
- Malville ;
- Modon ;
- Nahon ;
- Ozance ;
- Poinsonnet ;
- Poulain
- Pozon ;
- Renon ;
- Tourmente ;
- Traîne Feuilles ;
- Vieux Cher.

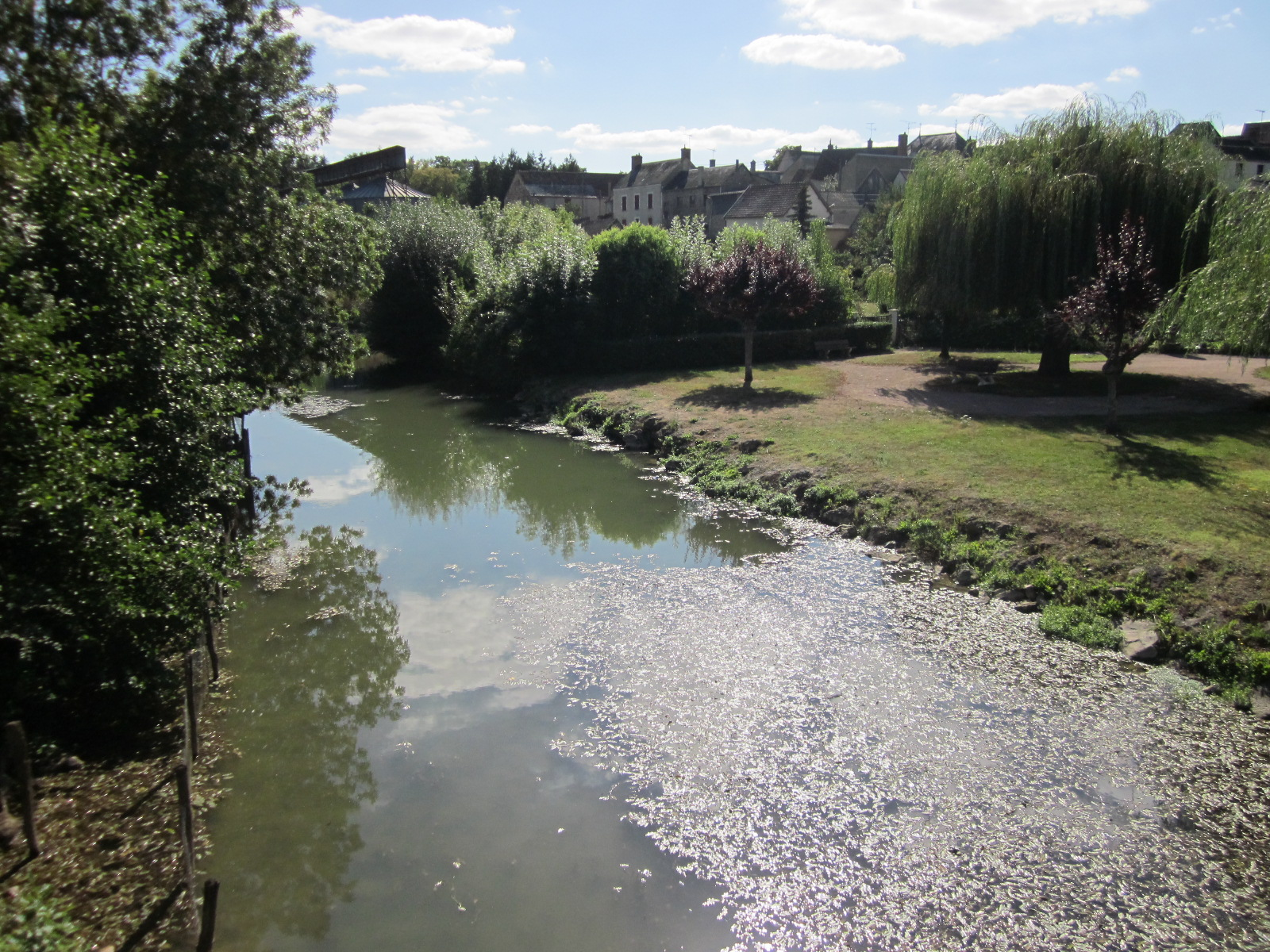
Le Fouzon à Dun-le-Poëlier en 2012.
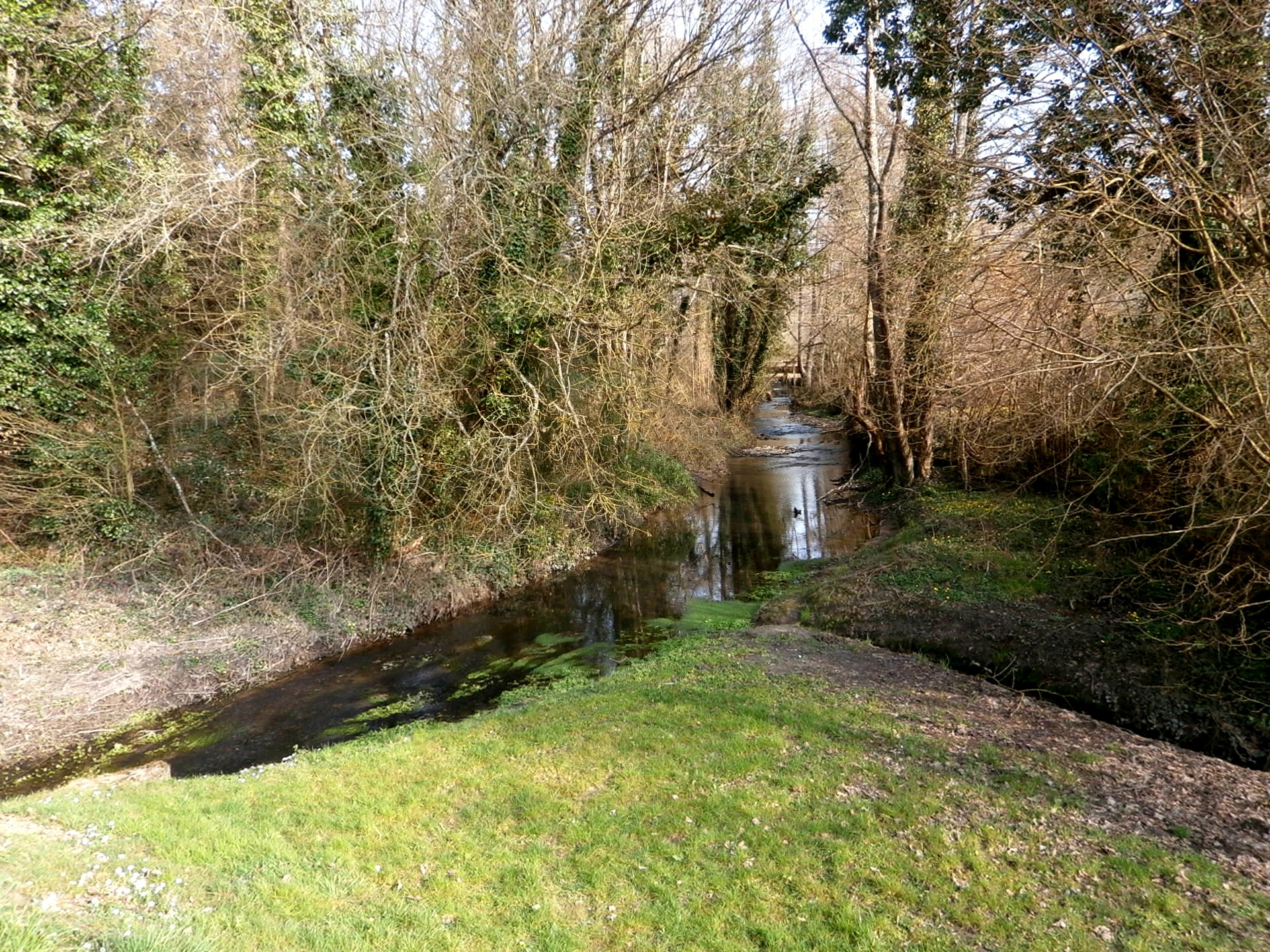
L'Indrois à Préaux en 2015.
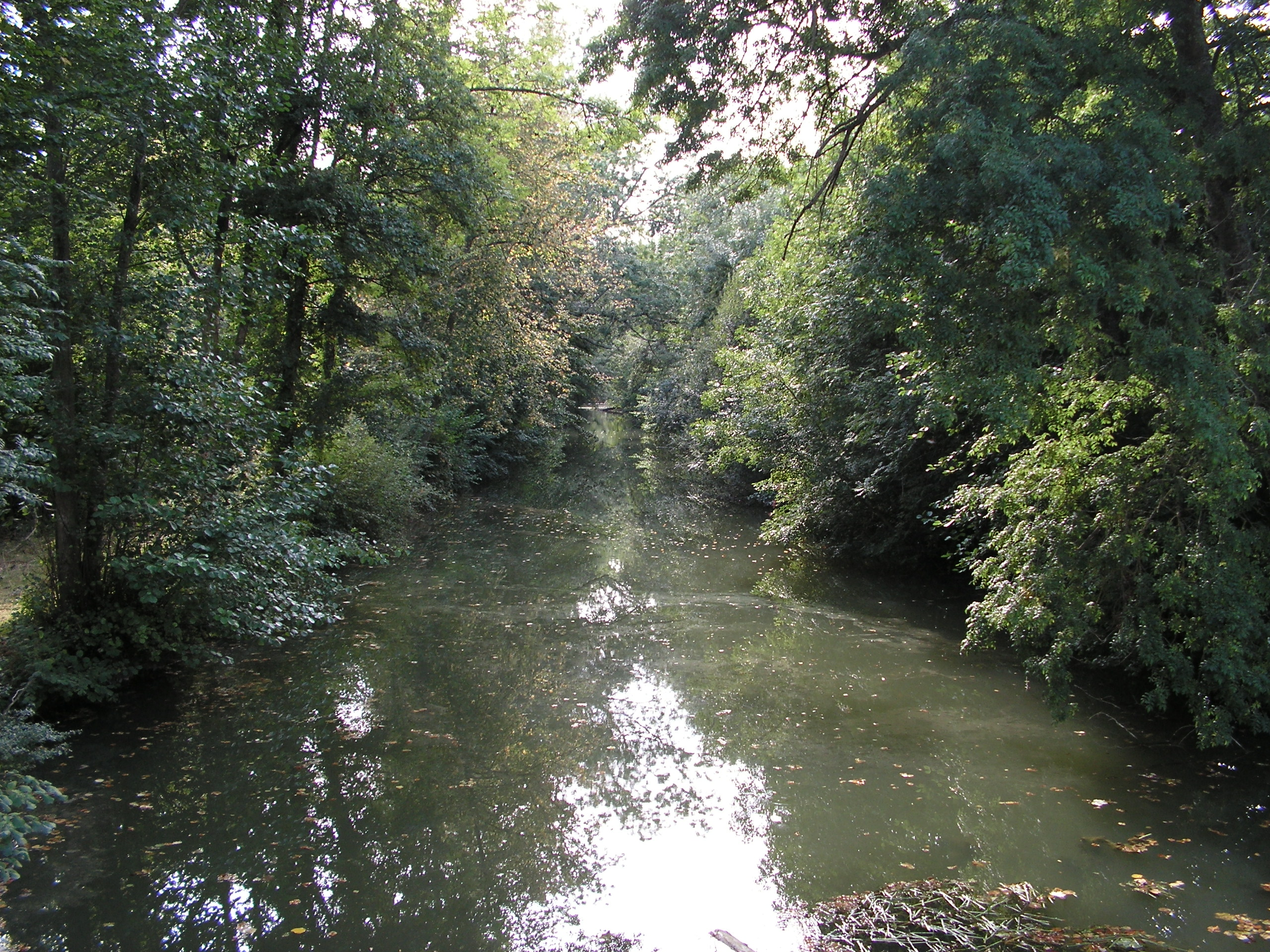
Le Nahon à Valencay en 2005.
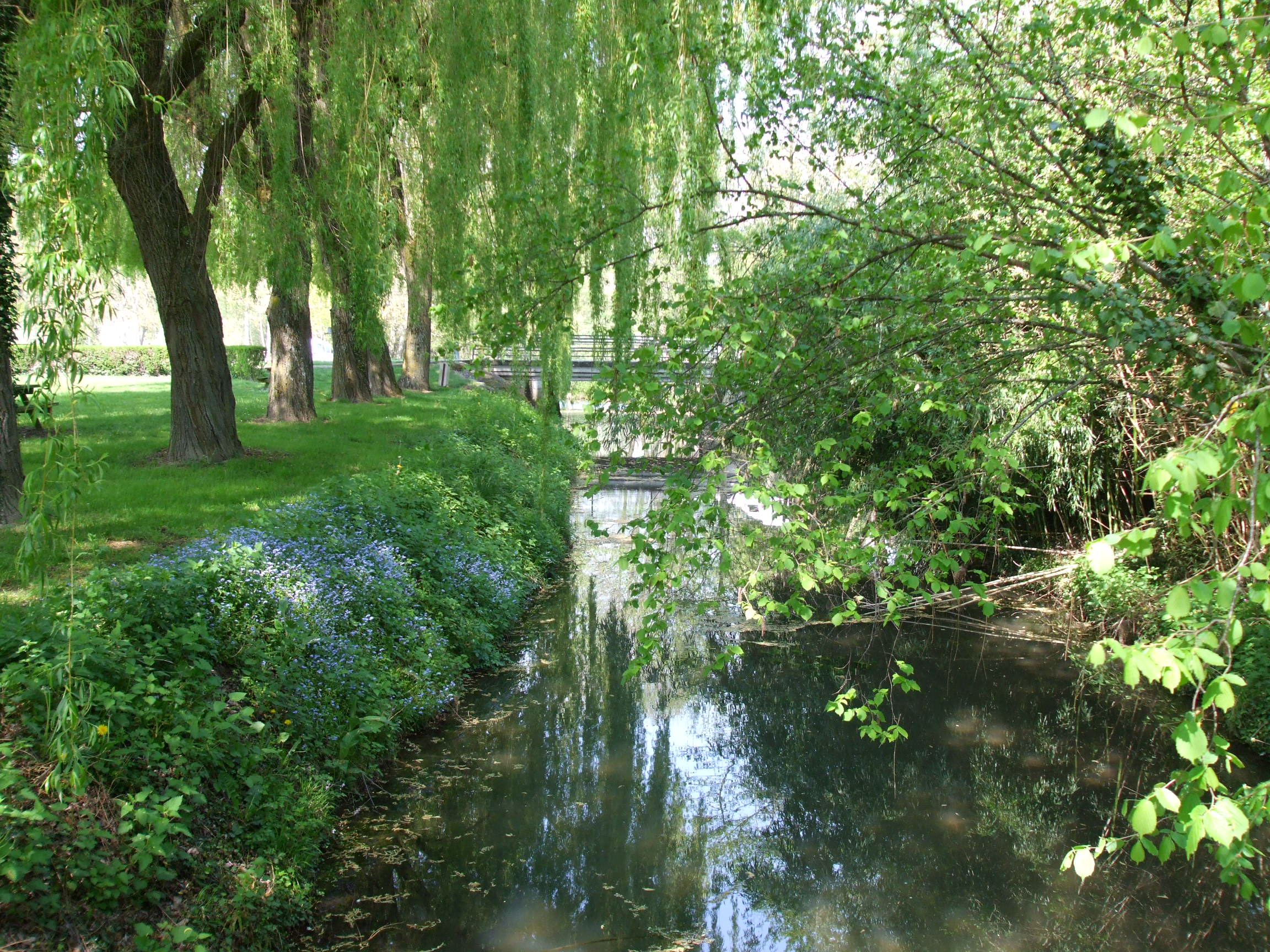
La Tourmente à Ecueillé en 2009.

### Régions naturelles voisines
| Val de Loire tourangeau | Sologne        | Sologne               |
| Gâtine de Loches        | Boischaut Nord | Champagne berrichonne |
| Gâtine de Loches        | Brenne         | Champagne berrichonne |

### Milieu naturel

#### Flore
Les forêts y couvrent de grandes surfaces notamment le long de la cuesta.
Les vallées offrent des paysages très différents où prairies humides, bocage et ripisylves structurent un paysage bien séparé par les versants.

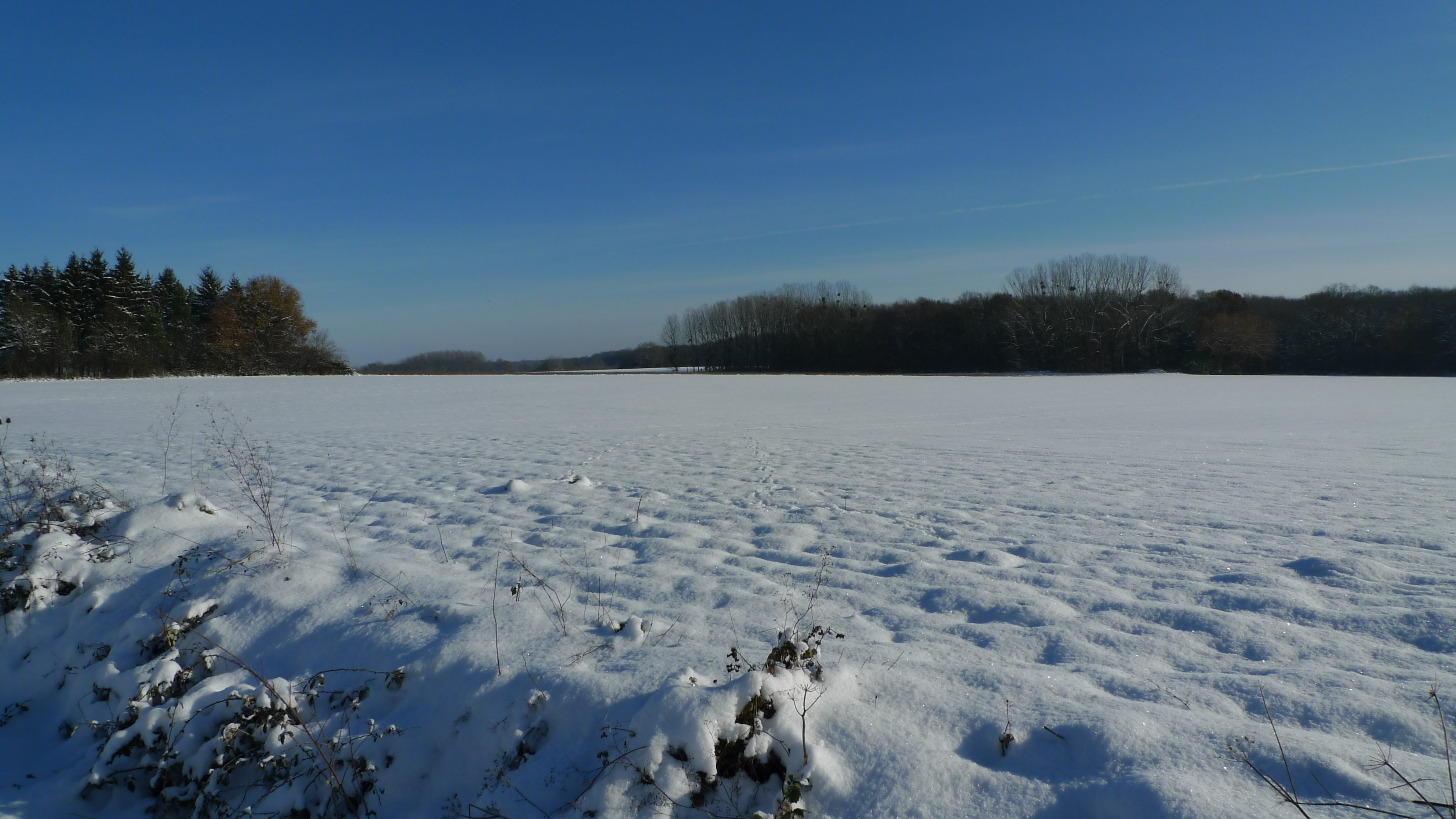
Frédille pendant l'hiver 2010.
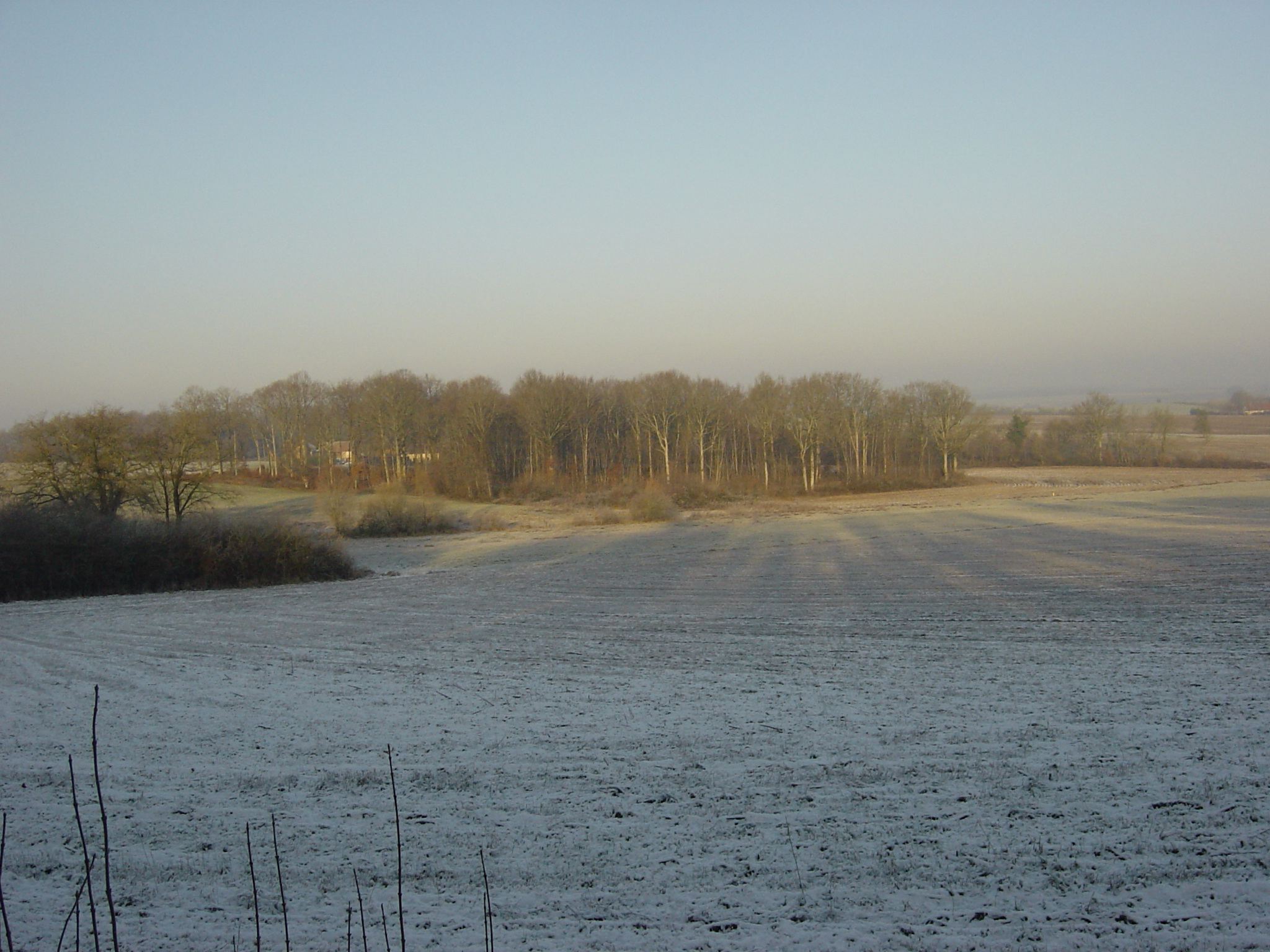
Le lieu-dit la Noue à Frédille en 2003.

#### Faune
- Renard
- Sanglier
- Chevreuil
- Cerf
- Biche
- Faisan
- Perdrix

Le castor d’Europe est présent sur les berges de la rivière Indre, entre les communes de Fléré-la-Rivière et de Mers-sur-Indre. Cela fait suite au passage en « espèce protégée » en 1968, puis à sa réintroductions par l'homme.

## Histoire
Au début du XIXe siècle, c’est sous l’influence de son voisin, le prospère Nivernais, que le Boischaut s’est transformé puis adapté à l’élevage des bovins, en favorisant l’implantation de bocages et de prairies riches et grasses.
Aujourd’hui, la région est encore essentiellement rurale, tirant ses principales ressources de la polyculture, de l’élevage bovin, ovin et porcin et des vignes.

## Population

### Démographie
| 1793   | 1800   | 1806   | 1821   | 1831   | 1836   | 1841   | 1846   | 1851   |
| ------ | ------ | ------ | ------ | ------ | ------ | ------ | ------ | ------ |
| 42 670 | 42 514 | 43 202 | 48 568 | 51 598 | 53 721 | 52 426 | 55 376 | 55 559 |

| 1856   | 1861   | 1866   | 1872   | 1876   | 1881   | 1886   | 1891   | 1896   |
| ------ | ------ | ------ | ------ | ------ | ------ | ------ | ------ | ------ |
| 57 020 | 57 074 | 58 969 | 57 870 | 58 247 | 57 083 | 57 550 | 56 615 | 56 916 |

| 1901   | 1906   | 1911   | 1921   | 1926   | 1931   | 1936   | 1946   | 1954   |
| ------ | ------ | ------ | ------ | ------ | ------ | ------ | ------ | ------ |
| 56 363 | 56 420 | 56 135 | 50 592 | 50 064 | 48 444 | 47 998 | 47 670 | 46 337 |

| 1962   | 1968   | 1975   | 1982   | 1990   | 1999   | 2006   | 2012   | 2017   |
| ------ | ------ | ------ | ------ | ------ | ------ | ------ | ------ | ------ |
| 44 735 | 42 977 | 40 548 | 38 936 | 36 443 | 34 545 | 33 619 | 33 191 | 32 014 |

| 2018   | - | - | - | - | - | - | - | - |
| ------ | - | - | - | - | - | - | - | - |
| 31 749 | - | - | - | - | - | - | - | - |

### Communes
Le Boischaut Nord compte 52 communes, avec une superficie de 1 387,29 km2.
| Nom                             | Code Insee | Intercommunalité             | Superficie (km2) | Population (dernière pop. légale) | Densité (hab./km2) |
| ------------------------------- | ---------- | ---------------------------- | ---------------- | --------------------------------- | ------------------ |
| Aize                            | 36002      | CC Champagne Boischauts      | 17,07            | 116 (2022)                        | 6,8                |
| Anjouin                         | 36004      | CC Chabris - Pays de Bazelle | 28,91            | 315 (2022)                        | 11                 |
| Arpheuilles                     | 36008      | CC du Châtillonnais en Berry | 22,49            | 238 (2022)                        | 11                 |
| Bagneux                         | 36011      | CC Chabris - Pays de Bazelle | 25,3             | 173 (2022)                        | 6,8                |
| Baudres                         | 36013      | CC de la Région de Levroux   | 27,4             | 400 (2022)                        | 15                 |
| Bouges-le-Château               | 36023      | CC de la Région de Levroux   | 34,77            | 264 (2022)                        | 7,6                |
| Buxeuil                         | 36029      | CC Champagne Boischauts      | 19,75            | 221 (2022)                        | 11                 |
| Buzançais                       | 36031      | CC Val de l'Indre - Brenne   | 58,64            | 4 431 (2022)                      | 76                 |
| Chabris                         | 36034      | CC Chabris - Pays de Bazelle | 41,22            | 2 762 (2022)                      | 67                 |
| Châtillon-sur-Indre             | 36045      | CC du Châtillonnais en Berry | 45,3             | 2 296 (2022)                      | 51                 |
| Cléré-du-Bois                   | 36054      | CC du Châtillonnais en Berry | 36,13            | 234 (2022)                        | 6,5                |
| Clion                           | 36055      | CC du Châtillonnais en Berry | 33,53            | 1 007 (2022)                      | 30                 |
| Dun-le-Poëlier                  | 36068      | CC Chabris - Pays de Bazelle | 22,56            | 437 (2022)                        | 19                 |
| Écueillé                        | 36069      | CC Écueillé-Valençay         | 34,9             | 1 189 (2022)                      | 34                 |
| Fléré-la-Rivière                | 36074      | CC du Châtillonnais en Berry | 25,31            | 549 (2022)                        | 22                 |
| Fontguenand                     | 36077      | CC Écueillé-Valençay         | 18,24            | 252 (2022)                        | 14                 |
| Frédille                        | 36080      | CC Écueillé-Valençay         | 6,31             | 76 (2022)                         | 12                 |
| Gehée                           | 36082      | CC Écueillé-Valençay         | 22,75            | 254 (2022)                        | 11                 |
| Guilly                          | 36085      | CC Champagne Boischauts      | 20,64            | 239 (2022)                        | 12                 |
| Heugnes                         | 36086      | CC Écueillé-Valençay         | 42,17            | 385 (2022)                        | 9,1                |
| Jeu-Maloches                    | 36090      | CC Écueillé-Valençay         | 12,73            | 119 (2022)                        | 9,3                |
| Langé                           | 36092      | CC Écueillé-Valençay         | 20,63            | 260 (2022)                        | 13                 |
| Luçay-le-Mâle                   | 36103      | CC Écueillé-Valençay         | 68,08            | 1 315 (2022)                      | 19                 |
| Lye                             | 36107      | CC Écueillé-Valençay         | 24,77            | 757 (2022)                        | 31                 |
| Menetou-sur-Nahon               | 36115      | CC Chabris - Pays de Bazelle | 6,98             | 143 (2022)                        | 20                 |
| Moulins-sur-Céphons             | 36135      | CC de la Région de Levroux   | 32,17            | 277 (2022)                        | 8,6                |
| Murs                            | 36136      | CC du Châtillonnais en Berry | 23,05            | 122 (2022)                        | 5,3                |
| Orville                         | 36147      | CC Chabris - Pays de Bazelle | 9,35             | 141 (2022)                        | 15                 |
| Palluau-sur-Indre               | 36149      | CC du Châtillonnais en Berry | 41,55            | 789 (2022)                        | 19                 |
| Paulnay                         | 36153      | CC Cœur de Brenne            | 38,48            | 349 (2022)                        | 9,1                |
| Pellevoisin                     | 36155      | CC Écueillé-Valençay         | 25,62            | 794 (2022)                        | 31                 |
| Poulaines                       | 36162      | CC Chabris - Pays de Bazelle | 46,32            | 816 (2022)                        | 18                 |
| Préaux                          | 36166      | CC Écueillé-Valençay         | 32,54            | 172 (2022)                        | 5,3                |
| Reboursin                       | 36170      | CC Champagne Boischauts      | 12,72            | 104 (2022)                        | 8,2                |
| Rouvres-les-Bois                | 36175      | CC de la Région de Levroux   | 30,85            | 278 (2022)                        | 9                  |
| Saint-Christophe-en-Bazelle     | 36185      | CC Chabris - Pays de Bazelle | 13,94            | 353 (2022)                        | 25                 |
| Saint-Cyran-du-Jambot           | 36188      | CC du Châtillonnais en Berry | 14,21            | 171 (2022)                        | 12                 |
| Saint-Florentin                 | 36191      | CC Champagne Boischauts      | 15,95            | 508 (2022)                        | 32                 |
| Saint-Genou                     | 36194      | CC Val de l'Indre - Brenne   | 24,41            | 939 (2022)                        | 38                 |
| Saint-Médard                    | 36203      | CC du Châtillonnais en Berry | 12,6             | 61 (2022)                         | 4,8                |
| Selles-sur-Nahon                | 36216      | CC Écueillé-Valençay         | 6,77             | 62 (2022)                         | 9,2                |
| Sembleçay                       | 36217      | CC Chabris - Pays de Bazelle | 8,08             | 101 (2022)                        | 12                 |
| Sougé                           | 36218      | CC Val de l'Indre - Brenne   | 13,02            | 146 (2022)                        | 11                 |
| Le Tranger                      | 36225      | CC du Châtillonnais en Berry | 22,26            | 171 (2022)                        | 7,7                |
| Valençay                        | 36228      | CC Écueillé-Valençay         | 41,59            | 2 239 (2022)                      | 54                 |
| Val-Fouzon                      | 36229      | CC Chabris - Pays de Bazelle | 46,9             | 944 (2022)                        | 20                 |
| La Vernelle                     | 36233      | CC Écueillé-Valençay         | 17,08            | 799 (2022)                        | 47                 |
| Veuil                           | 36235      | CC Écueillé-Valençay         | 18,84            | 378 (2022)                        | 20                 |
| Vicq-sur-Nahon                  | 36237      | CC Écueillé-Valençay         | 49,08            | 681 (2022)                        | 14                 |
| Villegouin                      | 36243      | CC Écueillé-Valençay         | 24,03            | 321 (2022)                        | 13                 |
| Villentrois-Faverolles-en-Berry | 36244      | CC Écueillé-Valençay         | 73,79            | 880 (2022)                        | 12                 |
| Villiers                        | 36246      | CC Cœur de Brenne            | 24,53            | 174 (2022)                        | 7,1                |

## Culture

### Agriculture
Les cultures de céréales, comme le blé, l'avoine, le maïs, l'orge, le colza et le tournesol se sont développées en Boischaut Nord.

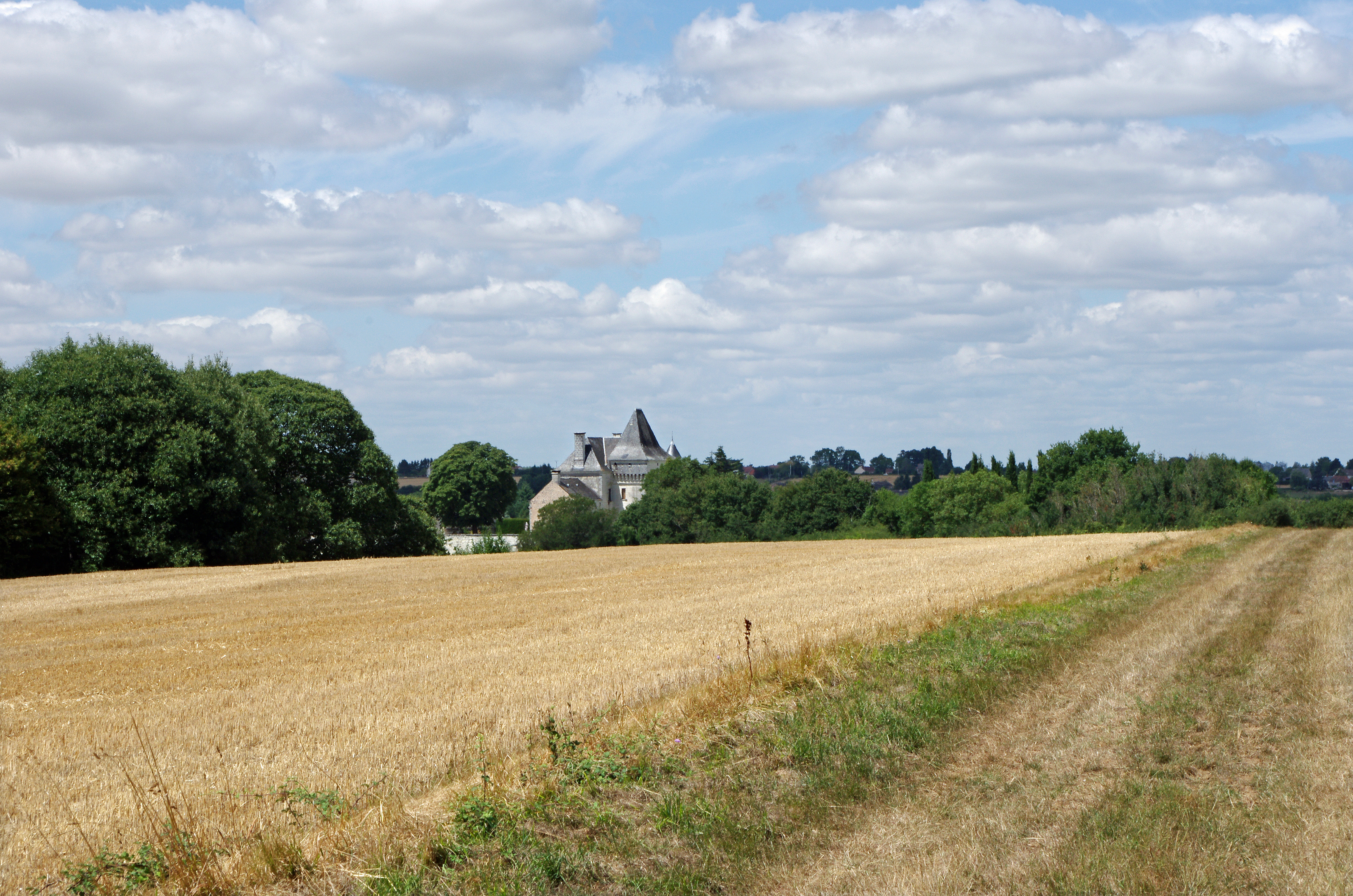
Une culture récoltée à Luçay-le-Mâle en 2017.

On y trouve de l'élevage bovin, ovin et caprin. On y produit les fromages d'appellation d'origine contrôlée : sainte-maure de touraine et valençay.

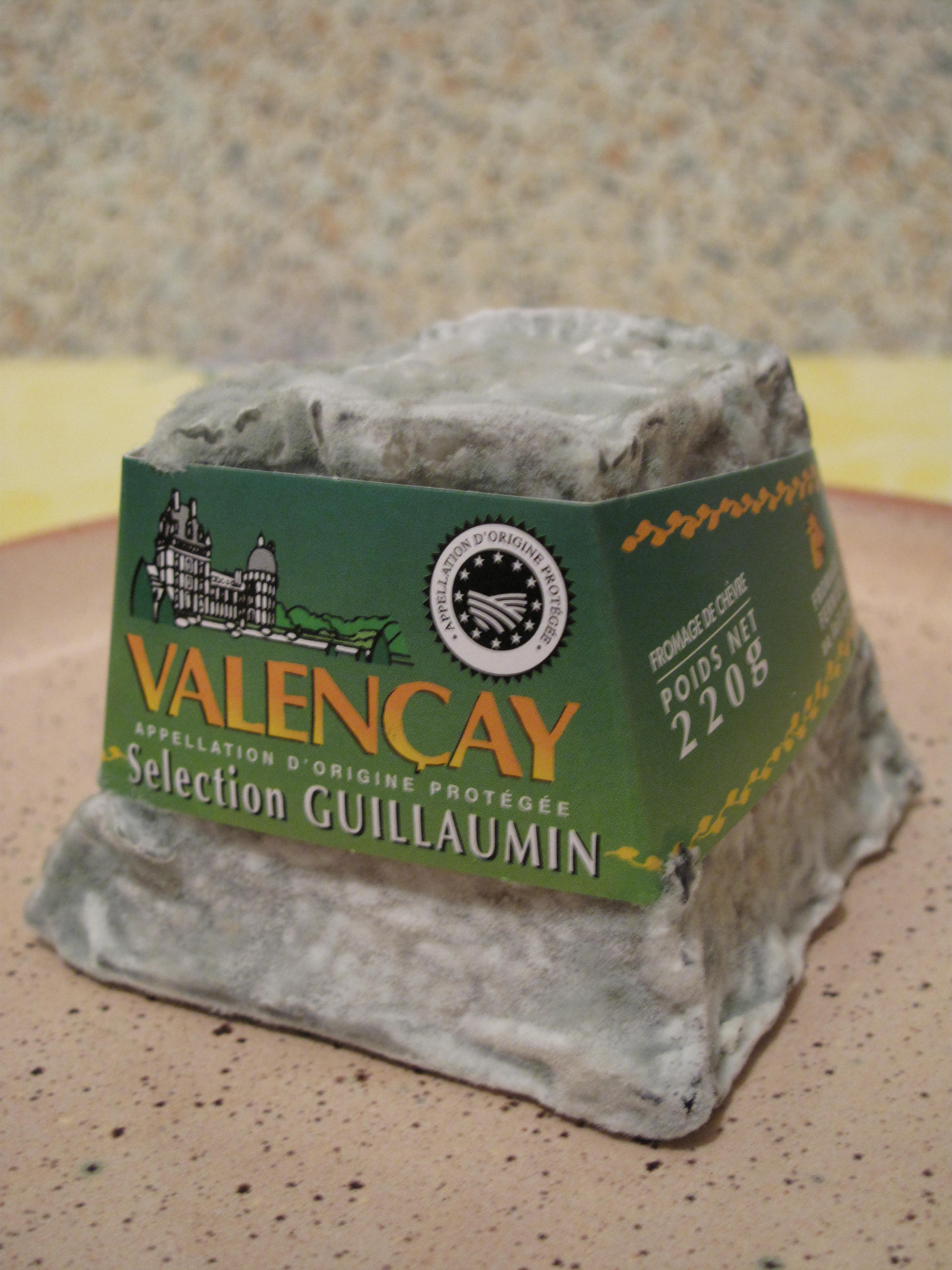
Le fromage fermier (étiquette verte) en 2010.
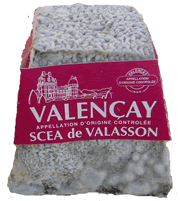
Le fromage laitier (étiquette rouge) en 2008.

La viticulture est présente, avec le vin d'appellation d'origine contrôlée : valençay.

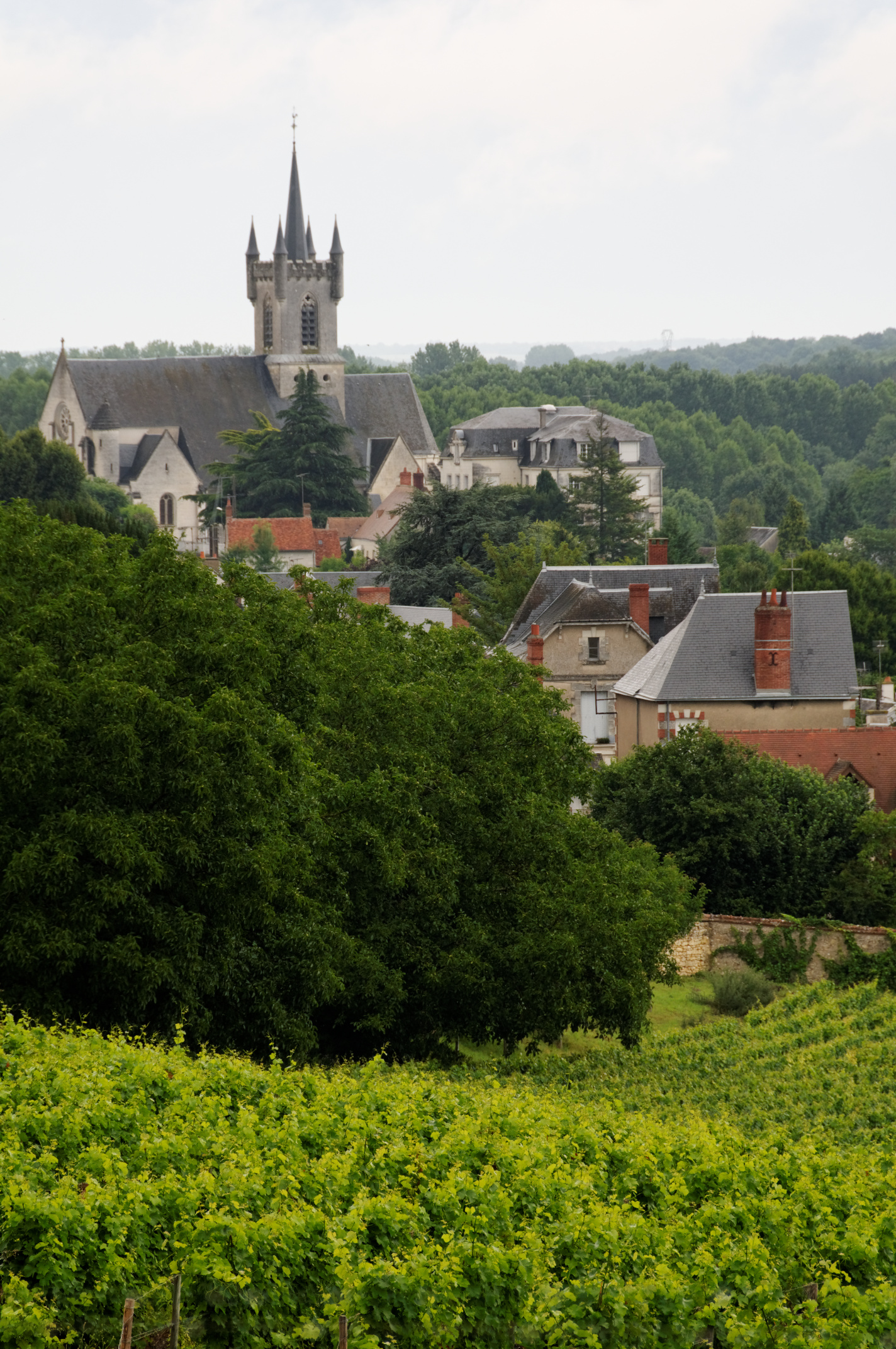
Le vignoble à Valençay en 2010.

### Tourisme
- Château de Valençay
- Château de Palluau-Frontenac à Palluau-sur-Indre
- Sentier de grande randonnée de pays de Valençay